# Petrochóri (ort i Grekland, Östra Makedonien och Thrakien)
Petrochóri är en ort i Grekland.   Den ligger i prefekturen Nomós Xánthis och regionen Östra Makedonien och Thrakien, i den nordöstra delen av landet, 400 km norr om huvudstaden Aten. Petrochóri ligger 65 meter över havet och antalet invånare är 1 052.
Terrängen runt Petrochóri är varierad. Runt Petrochóri är det ganska tätbefolkat, med 129 invånare per kvadratkilometer. Närmaste större samhälle är Xánthi, 6,6 km nordost om Petrochóri. Trakten runt Petrochóri består i huvudsak av gräsmarker.